# ليتل جو كوك
ليتل جو كوك (بالإنجليزية: Little Joe Cook)‏ هو مغني أمريكي، ولد في 29 ديسمبر 1922 في فيلادلفيا في الولايات المتحدة، وتوفي في 15 أبريل 2014 في فرامينغهام في الولايات المتحدة.

## روابط خارجية
- ليتل جو كوك على موقع IMDb (الإنجليزية)
- ليتل جو كوك على موقع ديسكوغز (الإنجليزية)